# Lagoa Santa (Goiás)
Lagoa Santa è un comune del Brasile nello Stato del Goiás, parte della mesoregione del Sul Goiano e della microregione di Quirinópolis.